# Ménétréol-sous-Sancerre
Ménétréol-sous-Sancerre település Franciaországban, Cher megyében. Lakosainak száma 296 fő (2022. január 1.). Ménétréol-sous-Sancerre Saint-Satur, Sancerre, Thauvenay és Tracy-sur-Loire községekkel határos.

## Népesség
A település népességének változása:
| Lakosok száma | 390  | 389  | 353  | 347  | 346  | 317  | 315  | 316  | 310  | 296  |
|               | 1968 | 1982 | 1990 | 2006 | 2013 | 2015 | 2017 | 2019 | 2020 | 2022 |